# دمیترو وریتینوف
دمیترو وریتینوف (اوکراینی: Дмитро Юрійович Вереітинов؛ زادهٔ ۱۰ ژانویهٔ ۱۹۸۳) ورزشکار ورزش شنا اهل اوکراین است.